# Шорапані
Шорапані (груз. შორაპანი) — містечко (даба) в муніципалітеті Зестафоні, Імеретія, Грузія.
Населення на 2014 рік — 1258 осіб.